# حباشه

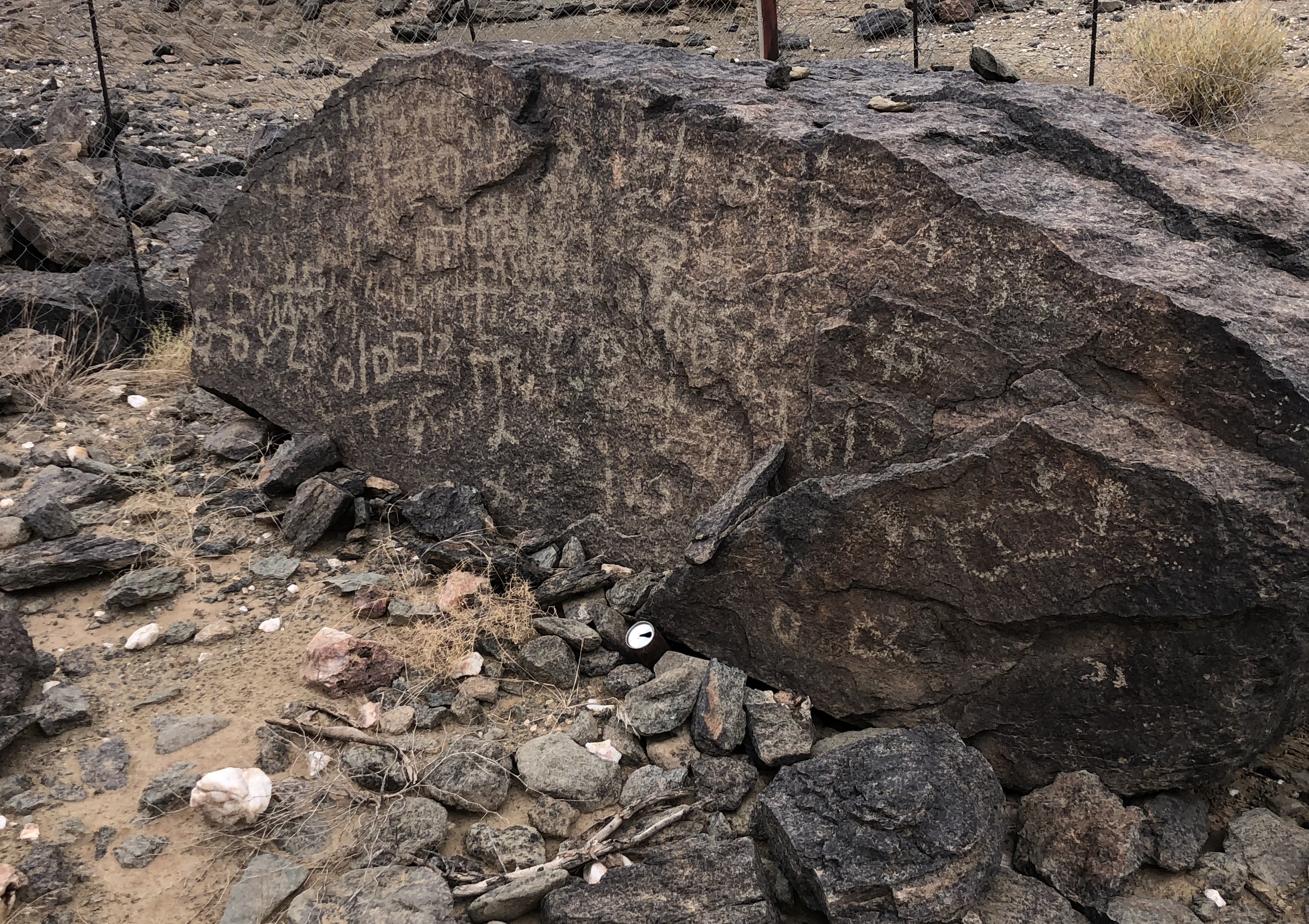
یکی از دیدنی‌های بازار حباشه، صخره‌ای است که به خط المُسَند باستانی، نگاشته‌شده‌ و در الجحفه در مسیر کاروان قدیم - خیابان سلطنتی - قرار دارد و از این بخش، راه به سمت غرب می‌رود. - ۲۰۱۸

حباشة بازاری از بازارهای عرب در جاهلیت است، از سرزمین بارق. بود که به‌سال ۱۹۷ هجری رها شد. بدالرزاق از معمر، از زهری روایت کرده که چون پیغمبر به سن بلوغ رسید و مال نداشت خدیجه او را استخدام کرد، تا به بازار حباشة که در تهامة بود عامل او باشد، و مرد دیگری از قریش را نیز با او استخدام کرد. پیغمبر گفت: زن کارفرمائی را از خدیجه بهتر ندیدم، هیچ گاه من و همکارم بدو رجوع نکردیم مگر غذای حاضر کرده برای ما آورد، و چون از بازار حباشة برگشتیم ازدواج واقع شد تا آخر حدیث.

## واژه‌شناسی
حباشة جماعت مردم که از یک قبیله نباشند. جماعت مردم از هر قبیله. آیا کلمهٔ اوباش صورتی از این حباشة نیست؟: حبشت له حباشة؛ جمعت له شیئاً.